# Saint-Antonin-sur-Bayon
 Saint-Antonin-sur-Bayon  es una comuna y población de Francia, en la región de Provenza-Alpes-Costa Azul, departamento de Bocas del Ródano, en el distrito de Aix-en-Provence y cantón de Trets.
Su población en el censo de 1999 era de 165 habitantes.
Está integrada en la Communauté d’agglomération du Pays d’Aix-en-Provence .

## Demografía
| 48 | 55 | 80 | 150 | 167 | 165 |
| Para los censos de 1962 a 1999 la población legal corresponde a la población sin duplicidades (Fuente: INSEE [Consultar]) |    |    |     |     |     |

- Datos: Q640691
- Multimedia: Saint-Antonin-sur-Bayon / Q640691

1. ↑  Worldpostalcodes.org, código postal n.º 13100.
2. ↑  INSEE, Datos de población para el año 2012 de Saint-Antonin-sur-Bayon (en francés).